# Jean-Baptiste Regnault
Jean-Baptiste Regnault (Parigi, 9 ottobre 1754 – Parigi, 12 novembre 1829) è stato un pittore accademico neoclassico francese.

## Biografia
Dopo essere stato un mozzo per cinque anni, tornato a Parigi divenne allievo di Jean Bardin, che lo accompagnò in Italia con Nicolas-Bernard Lépicié e Joseph-Marie Vien. Il suo Alessandro e Diogene gli valse il Prix de Rome nel 1776 così che ottenne la possibilità di studiare a Roma insieme con Jacques-Louis David e Pierre Peyron. Dopo il ritorno a Parigi, divenne membro dell'Académie des Beaux-Arts nel 1782.
Numerose le sue tele con soggetti tratti dalla storia antica; si appassionò poi alla Rivoluzione francese e dipinse per il Salon del 1795 La Liberté ou la Mort: al centro, il Genio della Francia, con le ali tricolori, sorvola il globo terrestre a indicare l'universalità delle idee portate dalla Rivoluzione, e a sinistra la Morte; a destra, la Repubblica con i simboli della libertà, dell'eguaglianza e della fratellanza.
Con l'Impero, Jean-Baptiste Regnault, che si firmava «Renaud de Rome», eseguì grandi complessi pittorici di tipica freddezza neoclassica.
Regnault ebbe numerosi allievi: Merry-Joseph Blondel, Félix Boisselier, François Bouchot, Théodore Caruelle d'Aligny, Rosalie Caron, Auguste Couder, Godefroy Engelmann, Pierre-Narcisse Guérin, Thomas Henry, Louis Hersent, Charles Paul Landon, Hippolyte Lecomte, Robert Lefèvre, Henriette Lorimier, Édouard Pingret, Jacques Réattu, Jean-Hilaire Belloc.
Jean-Baptiste Regnault è sepolto nel cimitero di Père-Lachaise a Parigi.

## Opere
- Alessandro e Diogene, 1776
- L'educazione di Achille, 1782, Louvre, Parigi
- La Discesa dalla Croce, 1789, Louvre
- Oreste e Ifigenia in Tauride, 1787
- Il Diluvio universale, 1789-1791, Louvre
- Socrate strappa Alcibiade dalle braccia del piacere dei sensi, 1791, Louvre
- Libertà o Morte, 1795, Kunsthalle di Amburgo
- Le tre Grazie, 1799, Louvre
- Desaix riceve la morta alla battaglia di Marengo, 1801, Versailles
- Ritratto di Napoleone al campo di Boulogne, 1804, Museo napoleonico, L'Avana
- La Marcia triomfale di Napoleone I verso il tempio dell'immortalità, 1804
- Il matrimonio del principe Jérôme e della principessa di Wurtemberg, 1810
- Amore e Imene bevono nella coppa dell'Amicizia, 1820, Museo Bossuet, Meaux
- Cupido e Psiche, 1828
- Pigmalione e la sua statua, Castello di Maisons-Laffitte
- L'origine della pittura, Castello di Maisons-Laffitte

## Galleria d'immagini

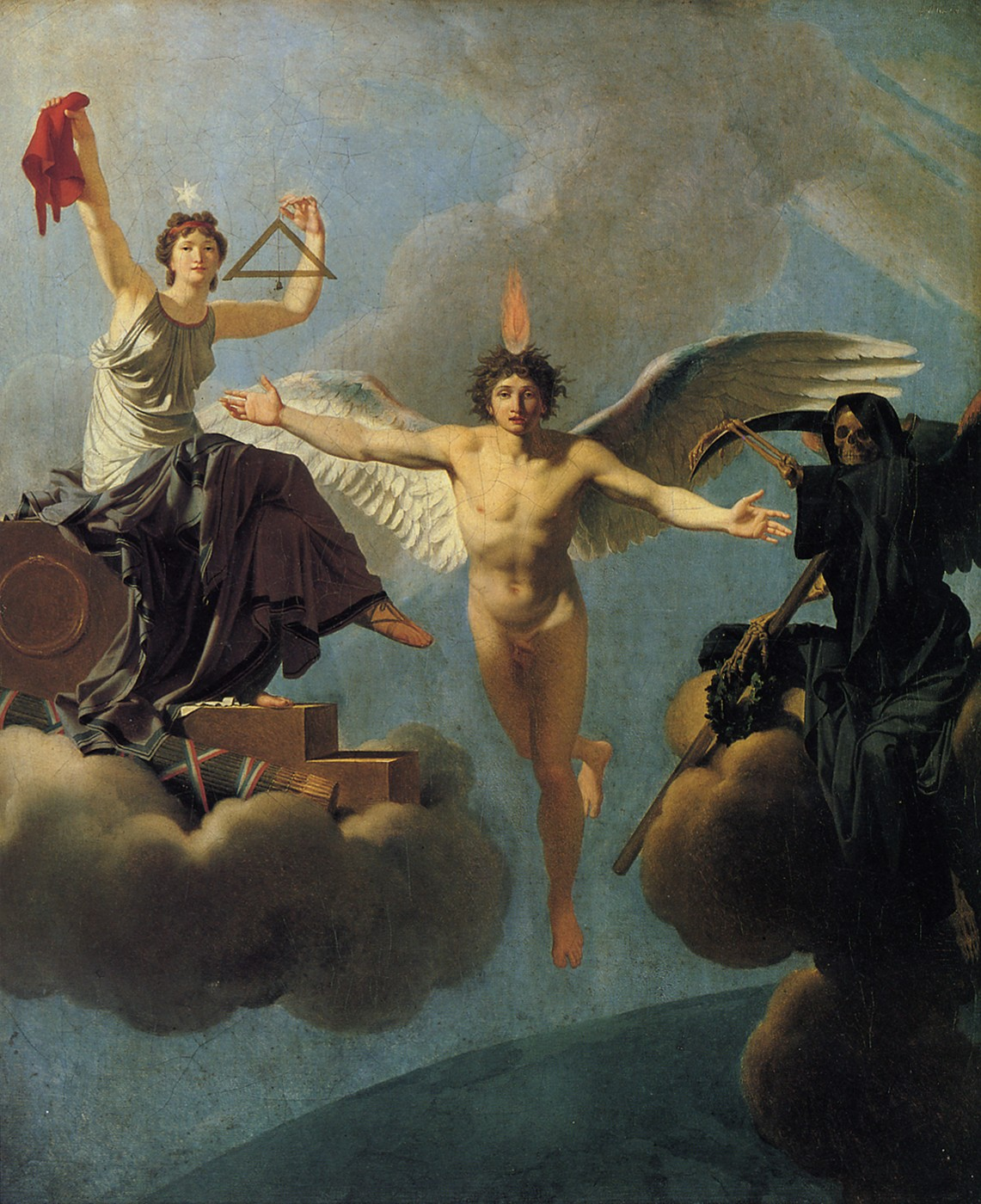
Libertà o morte, 1795
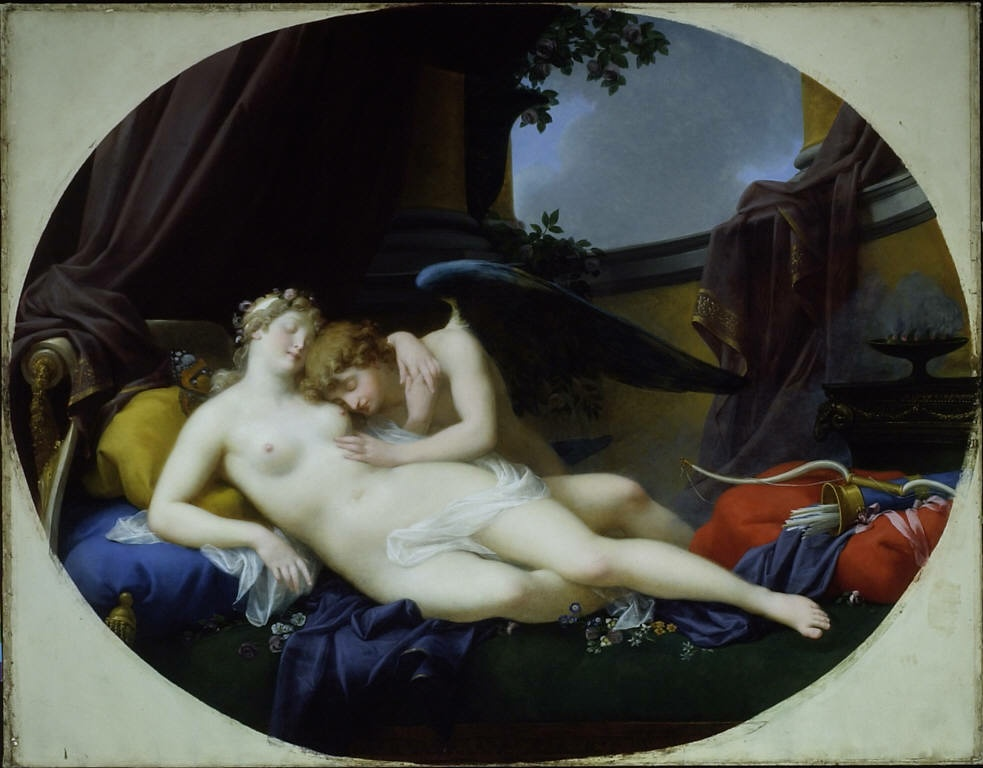
Cupido e Psiche. (1828).
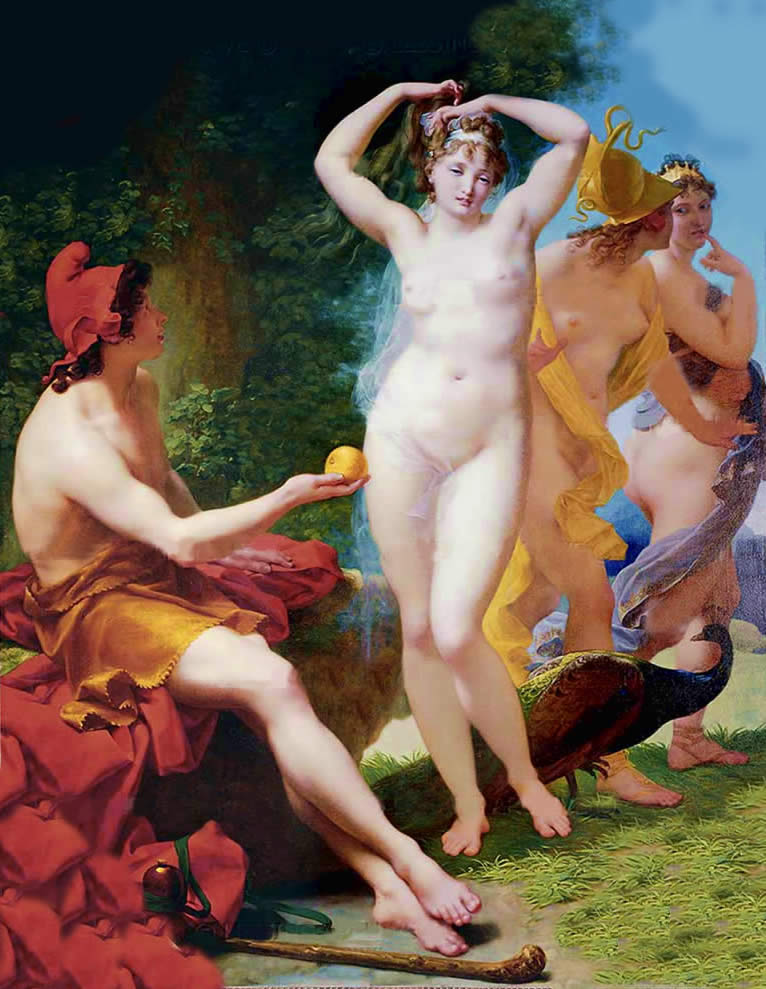
Il giudizio di Paride
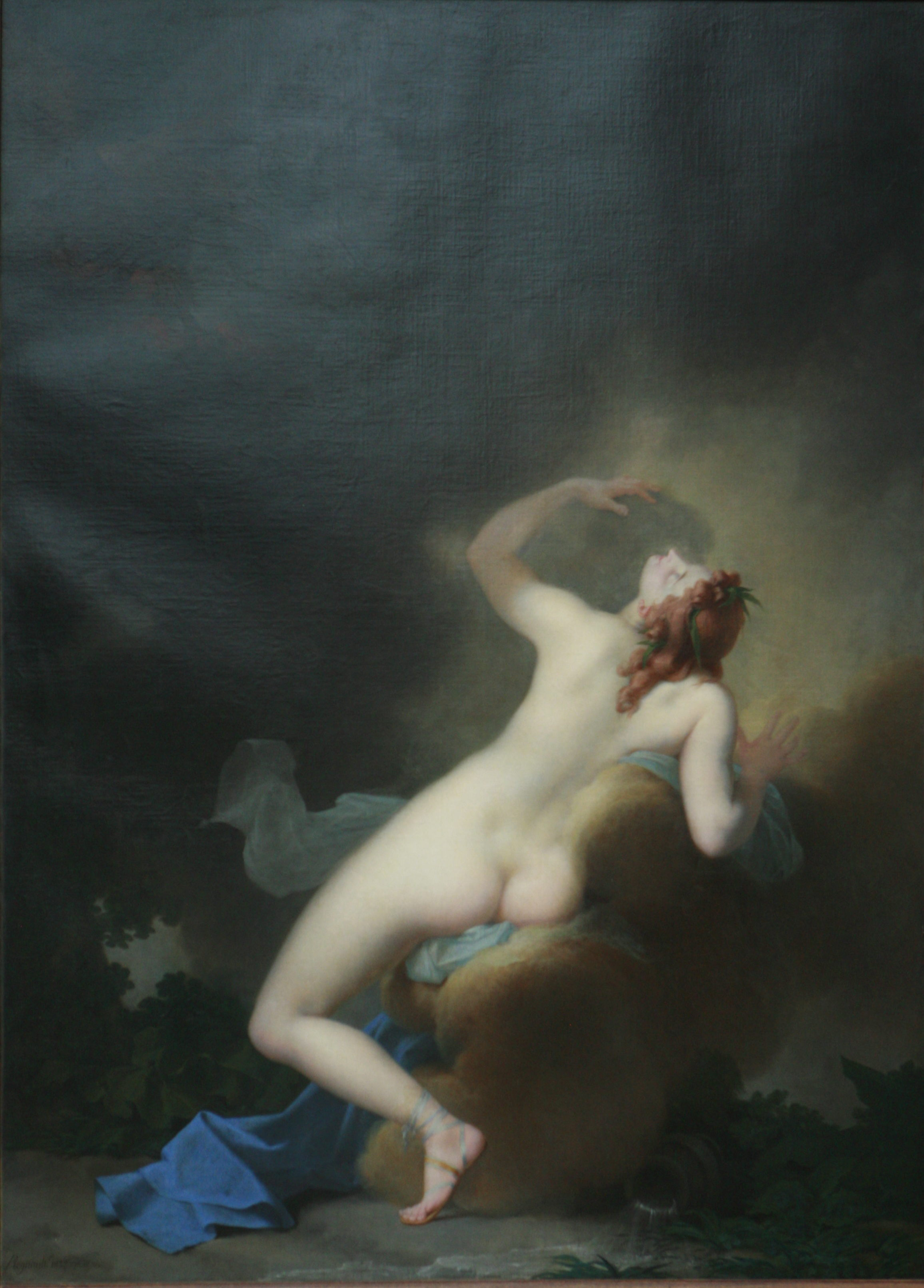
Giove e Io
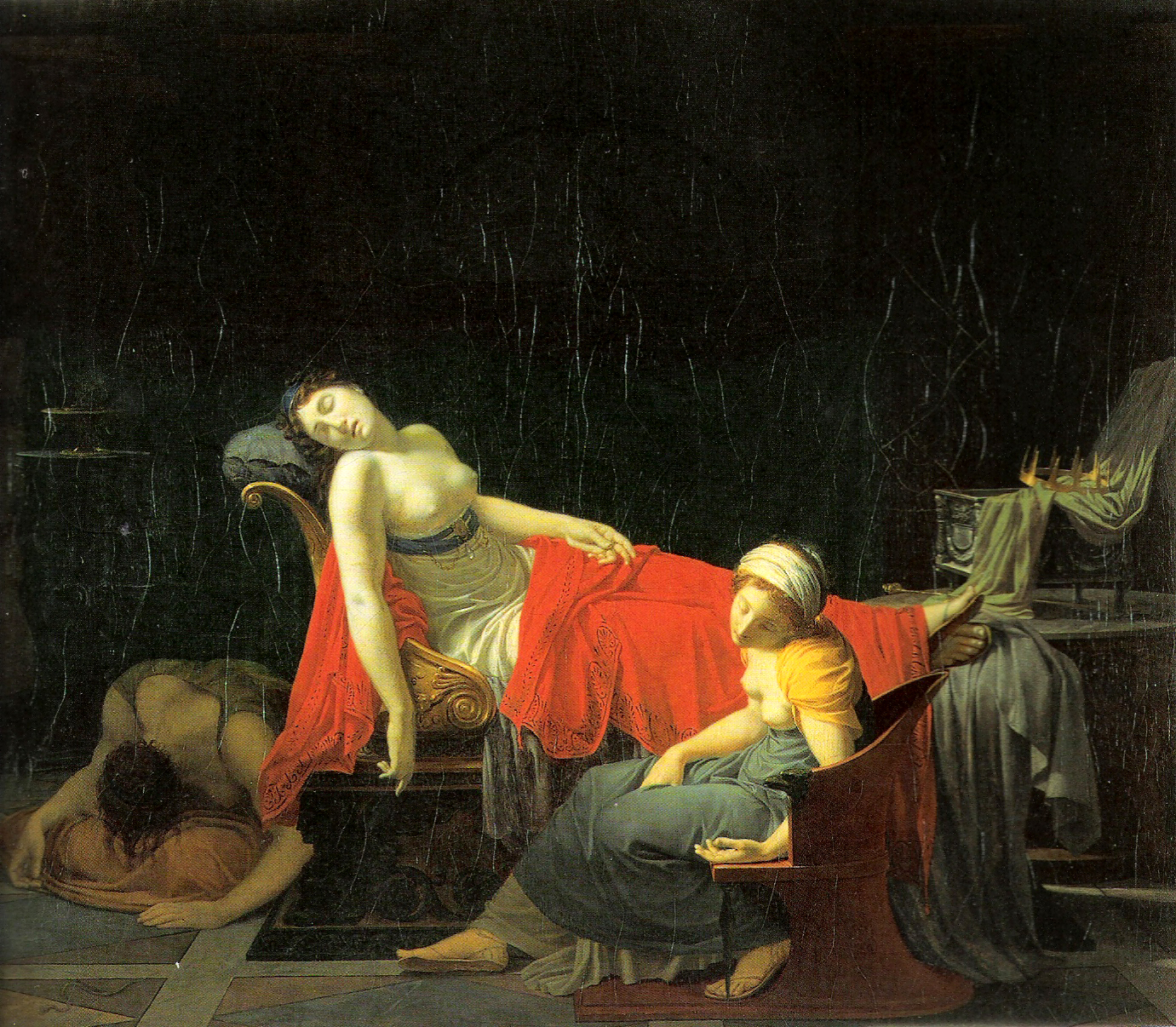
La morte di Cleopatra (1799).